# Hypothyris violantilla
Hypothyris violantilla är en fjärilsart som beskrevs av Ferreira d'almeida 1952. Hypothyris violantilla ingår i släktet Hypothyris och familjen praktfjärilar. Inga underarter finns listade i Catalogue of Life.